# Paul Schultze-Naumburg

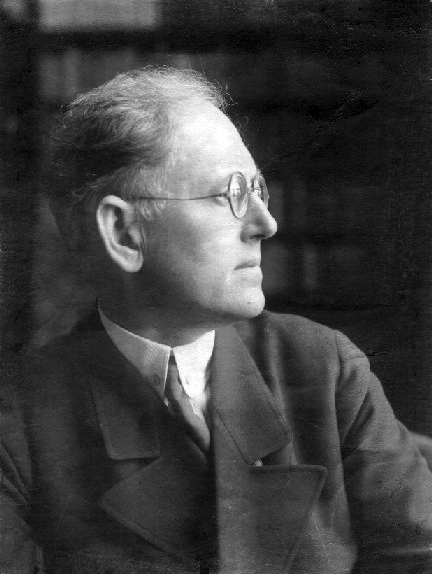
Paul Schultze-Naumburg 1919

Paul Schultze-Naumburg, eigentlich Paul Eduard Schultze (* 10. Juni 1869 in Almrich bei Naumburg, Provinz Sachsen; † 19. Mai 1949 in Jena), war ein deutscher Architekt, Kunsttheoretiker, Maler, Publizist und Politiker (NSDAP).

## Herkunft, Jugend und Ausbildung
Paul Schultze-Naumburg kam 1869 als Paul Eduard Schultze in Almrich bei Naumburg zur Welt. Sein Vater war der Porträtmaler Gustav-Adolf Schultze (1825–1897) und seine Mutter hieß Emma geb. Lienemann. Gustav-Adolf Schultze studierte in Berlin zuerst bei Johann Gottfried Schadow Malerei und dann bei Eduard Magnus Porträtmalerei. Schadow gehörte auch zum Freundeskreis der Familie, dazu zählten noch Emanuel Geibel, Paul Heyse und Franz Theodor Kugler, von dem das Lied An der Saale hellem Strande stammt, ebenso der junge Friedrich Nietzsche, den Paul Schultze schon in seiner Kindheit kennenlernte.
Auch Paul Schultze hatte ein großes Zeichentalent, welches vom Vater schon frühzeitig gefördert wurde; ebenso war ein Interesse für Literatur, Dichtung und Naturwissenschaften vorhanden. Paul ging zunächst in die Domschule und dann besuchte er das Realgymnasium in Naumburg. Eine Beschäftigung mit der Architektur, schon während der Schulzeit, kam durch seinen älteren Bruder Richard zustande. Dieser hatte bei Carl Schäfer in Berlin Architektur studiert. Richard nahm an etlichen Architekturwettbewerben teil und benötigte dabei häufig Pauls Hilfe. Nach seinem Abitur beschloss der Familienrat, dass Paul eine Laufbahn als freier Künstler einschlagen und die Karlsruher Kunstschule besuchen sollte.
In seiner Studienzeit hatte Schadow Gustav-Adolf Schultze einfach den Namen der väterlichen Geburtsstadt an den Familiennamen angehängt, um eine Verwechslung mit einem gleichnamigen Mitschüler zu vermeiden. Paul Schultze griff dies wieder auf und nannte sich ab Beginn seiner Studienzeit dann Paul Schultze-Naumburg.
Ab 1886 besuchte Paul Schultze-Naumburg die Kunstgewerbeschule in Karlsruhe. Nach einem Jahr wechselte er zur Badischen Landeskunstschule. Er war dort erst Schüler von Ernst Schurth und Theodor Poeckh, von 1891 bis 1893 Schüler im Meisteratelier von Ferdinand Keller. Er besuchte als Gasthörer auch zwei Semester Architektur an der Technischen Hochschule.

## Im Kaiserreich
Nach dem Studium ging Paul Schultze-Naumburg zunächst nach München, wo er 1894 eine Mal- und Zeichenschule gründete. 1895 trat er der Münchner Sezession bei. 1897 zog Schultze-Naumburg gemeinsam mit seiner ersten Ehefrau Ernestine Mack nach Berlin, wo er im gleichen Jahr eine Malschule eröffnete und sich der Berliner Sezession anschloss.
In der Zeit nach dem Studium unternahm er Studienreisen nach Frankreich und Italien und arbeitete ab 1894 als Redakteur für die Zeitschrift Der Kunstwart. Dort veröffentlichte er Artikel über Malerei, Kunst und zur Lebensreform. 1901 erschien das Buch Die Kultur des weiblichen Körpers als Grundlage der Frauenkleidung, mit dem Schultze-Naumburg zur Reformierung der Frauenkleidung und zur Abschaffung des Korsetts beitrug. Gemeinsam mit Henry van de Velde und Anna Muthesius war er maßgeblich an Entwürfen für eine künstlerisch inspirierte weibliche Reformkleidung beteiligt.
1901 zog er nach Saaleck bei Bad Kösen um. Sein dortiges Wohnhaus entstand unter maßgeblicher Mitwirkung des Architekten Albert Gessner. 1904 gründete er hier mit Fritz Koegel die Saalecker Werkstätten G.M.B.H., die bis 1930 existierte. Neben Schultze-Naumburg war der Maler Ludwig Bartning in den ersten Jahren an der künstlerischen Leitung beteiligt. Zwischen 1903 und 1904 arbeitete der Maler Georg Tappert als Assistent in den Saalecker Werkstätten. Heinrich Tessenow arbeitete hier von 1904 bis 1905, einen Teil ihrer Ausbildung erhielten Carl Weidemeyer 1904/1905 und Alfred Fischer von 1906 bis 1908 in den Werkstätten. Walter Butzek arbeitete 1909/10 hier als Architekt. Er plante und baute im Stil der Heimatschutzarchitektur. Mit Ernst Rudorff gründete er 1904 den Deutschen Bund Heimatschutz und wurde Erster Vorsitzender bis 1913.
Die „Kulturarbeiten“, die Schultze-Naumburg von 1901 bis 1917 als eine Serie von Büchern veröffentlichte, waren sehr erfolgreich. Sie machten ihn zu einem gefragten Architekten, förderten die Idee des Heimatschutzes und definieren bis heute den Traditionalismus im 20. Jahrhundert. Mit seinen Publikationen entwickelte er sich schnell zu einem führenden Kunsttheoretiker und gehörte 1907 zu den Mitbegründern des Deutschen Werkbundes, dessen Ziel die Verbindung moderner Technik und traditioneller Formen war.
Schultze-Naumburg wurde gerne von wohlhabenden Bauherren mit der Gestaltung von Landhäusern betraut. Kaiser Wilhelm II. beauftragte ihn 1912 mit dem Bau einer Residenz für den Kronprinzen in Potsdam. Kronprinz Wilhelm wurde freie Hand für dieses Schloss gelassen, und er wünschte sich ein Schloss im Tudorstil. Schultze-Naumburg wurde daher zu Studienzwecken nach England, Wales und Schottland geschickt. Das so entstandene Schloss Cecilienhof, das im August 1945 der Potsdamer Konferenz als Verhandlungsort diente, hat 176 Zimmer und einen zweigeschossigen Festsaal sowie einen Ehrenhof. Es wurde 1917 bezogen und ist das komfortabelste aller Hohenzollernschlösser.

## In der Weimarer Republik
Mit seinen Reformbemühungen und seinen baukünstlerischen Leistungen wurde Schultze-Naumburg zum Initiator der Bauströmung Um 1800, die sich an dem Baustil der Goethezeit orientierte. Anders als zahlreiche Architekten aus der Bewegung Um 1800 suchte er nach dem Ersten Weltkrieg keine neue Formensprache. Die architektonische Stilrichtung des „Neuen Bauens“ (siehe auch: Bauhaus) hielt er für einen Irrweg, den er zu bekämpfen versuchte. Schultze-Naumburg, der geistige Vater einer „nordischen Ästhetik“, führte in Weimar eine Bewegung an, die im Sinne einer „germanischen Architektur“ beispielsweise das Flachdach als „undeutsch“ ablehnte und einen, auf der Rassenideologie begründeten „volksgemäßen“ Wohnungsbau forderte. Siehe dazu auch seine Schriften Das bürgerliche Haus (1926), Flaches oder geneigtes Dach? (1927) und Das Gesicht des deutschen Hauses (1929).
In Paul Schultze-Naumburgs Leben spielt Saaleck eine zentrale Rolle. Hier kam sein gesamter Freundeskreis zusammen. Zu den Besuchern von Saaleck zählten die Architekten Otto Bartning, Paul Bonatz, Werner March, Paul Schmitthenner, die Künstler Ludwig Bartning, Ludwig von Hofmann, Hermann Obrist und die Schriftsteller Börries von Münchhausen, Werner Hegemann, Wilhelm von Scholz. Eduard Stucken, ein Völkerkundler, Religions- und Sprachwissenschaftler, der sich speziell mit der Geschichte Amerikas beschäftigte, verbrachte von 1917 bis 1924 zusammen mit seiner jüdischen Ehefrau die Frühlings- und Sommermonate in Saaleck. Dabei entstand sein Roman Die weißen Götter, der um 1920 erschien.
Enttäuschung über die Umweltzerstörungen und Disharmonie der Moderne führten nach dem Ersten Weltkrieg zu einer ästhetischen Radikalisierung und in den zwanziger Jahren auch zu einer zunehmenden politischen Radikalisierung von Paul Schultze-Naumburg, die schließlich in einem kulturell begründeten Rassismus endete.
Ab Mitte der 1920er Jahre kamen Nationalsozialisten zu seinem Freundeskreis dazu. Adolf Hitler, Joseph Goebbels und Heinrich Himmler waren mehrmals zu kurzen Besuchen in Saaleck. Walther Darré, von 1933 bis 1942 Reichsbauernführer und Reichsernährungsminister, hat in Saaleck sein agrar-ideologisches Buch Neuadel aus Blut und Boden (1930) geschrieben. Ein weiterer Freund Schultze-Naumburgs war Hans F. K. Günther, der weithin als „Rassepapst“ und „Rassen-Günther“ bekannt war. Der thüringische Volksbildungsminister Wilhelm Frick besuchte über Jahre hinweg Paul Schultze-Naumburg und dessen Frau Margarethe (geb. Dörr) in regelmäßigen Abständen; Margarethe ließ sich 1934 scheiden und heiratete noch im gleichen Jahr Wilhelm Frick. Etwa 1929 entstand auch der „Saalecker Kreis“, der bis 1933 bestand und einen Freundeskreis prominenter Nationalsozialisten um Schultze-Naumburg bildete. Wilhelm Frick, Hans F. K. Günther, Richard Walther Darré, Hans Severus Ziegler gehörten dazu, ebenso wie Alfred Ploetz, der Mitbegründer der Rassenhygiene war.

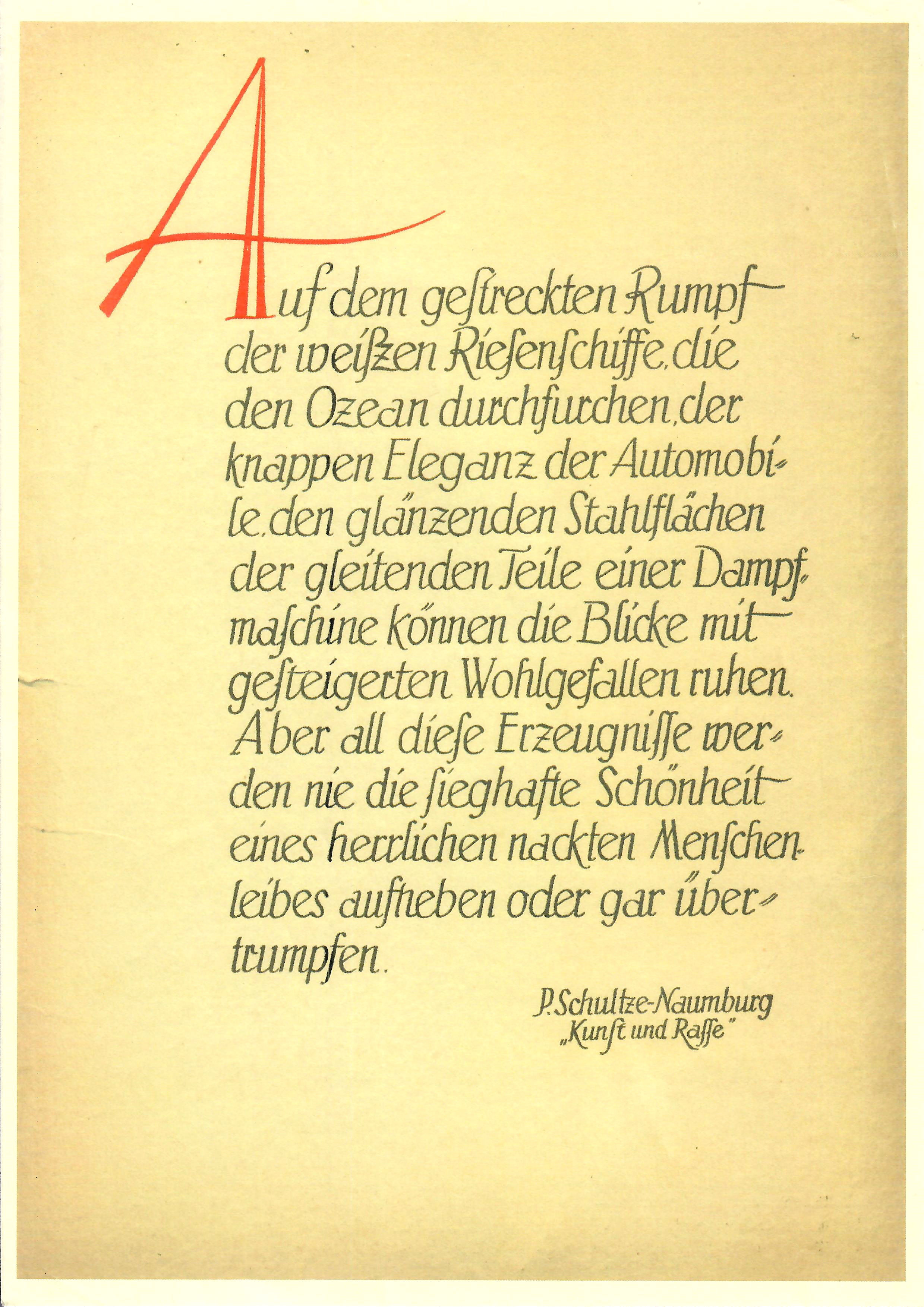
Sieg der ("blanken") Schönheit über die Moderne, aus einer Kunstzeitschrift Anfang der 1930er Jahre

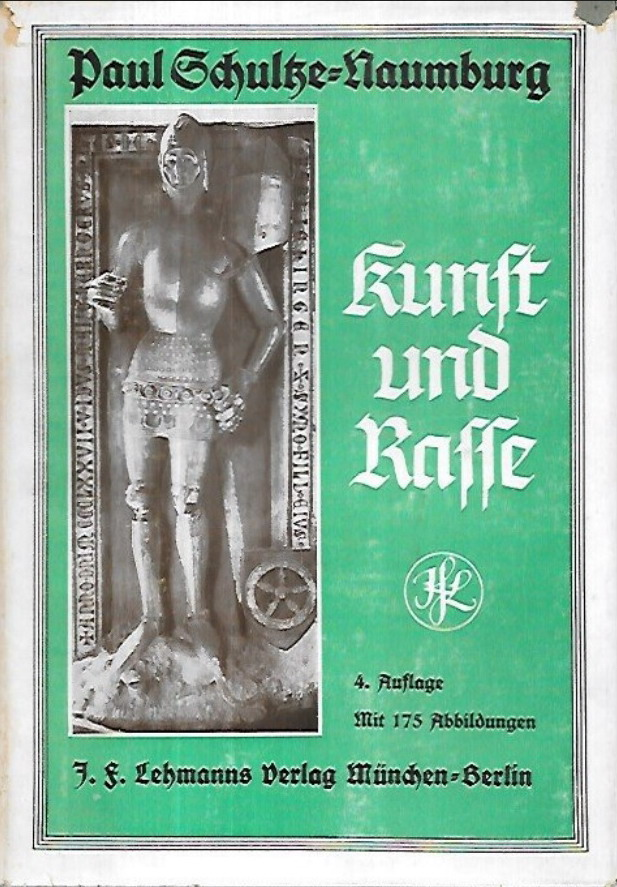
Buchtitel Kunst und Rasse, Schultze-Naumburg, 4. Auflage 1942

Schultze-Naumburg betrachtete sich als Vorkämpfer gegen den „Kulturbolschewismus“. 1928 erschien im J.F. Lehmanns Verlag München sein Buch Kunst und Rasse.) Im 1. Kapitel "Der Mensch und seine Rasse", zeigt sich (auf SS.8 und 9 dieser Ausgabe) in der Fußnote (1) die Adaption der Ideologie Hans F. K. Günthers: "Es kann nicht Aufgabe dieses Buches sein, eine Rassenkunde zu bringen. Nur um dem Leser, dem die Materie neu ist, das Buch überhaupt verständlich zu machen, sei kurz angeführt, daß man die deutsche Bevölkerung ım wesentlichen auf fünf Rassenbestandteile zurückführt; die nordische Rasse, die alpine (nach Günther „ostische“) Rasse, die mediterrane (nach Günther die „westische“) Rasse, die dinarische und endlich die ostbaltische. Die rassischen Bestandteile des jüdischen Volkes, von der immerhin ca. 600000 Menschen in Deutschland leben und eine vielleicht noch größere Zahl durch Blutmischung im deutschen Volkskörper aufgegangen ist, weist zumeist außer orientalischem vorderasiatisches Blut auf. Zum rechten Verständnis des vorliegenden Buches wird allerdings die nähere Bekanntschaft mit der Rassenkunde nicht zu entbehren sein. Am besten vermittelt diese das Buch von Dr. Günther: "Die Rassenkunde Europas", 2. Aufl., im Verlag J.F. Lehmann, München."
In dieser Schrift behauptete Schultze-Naumburg, dass die Künstler der Moderne an „Kretinismus“ bzw. „Entartung“ litten, was er mit Kunstwerken des Expressionismus mit Fotografien von körperlich und geistig Behinderten bzw. Kranken illustrierte, um beim Zuschauer entsprechende Assoziationen auszulösen. Diese Art der Darstellung wurde von den Nationalsozialisten übernommen und erschien dann 1937 wieder in dem millionenfach verteilten Ausstellungsführer „Entartete Kunst“ zur gleichnamigen Ausstellung.
Nachdem der Werkbund in den 1920er Jahren immer stärker von Vertretern der Moderne geprägt wurde, verließen ihn Schultze-Naumburg und einige andere Architekten 1927. Diese Abkehr von der Maschinenästhetik eines Le Corbusier manifestiert sich u. a. in seinem ideologischen Werk "Kunst und Rasse", das zeitgleich entstand. Als Gegenpart zum Ring, einem Zusammenschluss der Anhänger des Neuen Bauens, gründeten Paul Schultze-Naumburg, Albert Gessner, Paul Bonatz, Hans F. K. Günther, Heinz Stoffregen, Paul Schmitthenner u. a. 1928 in Saaleck den an traditionellen Architekturkonzepten orientierten „Block“. Dies war der Vorläufer bzw. die Vorbereitung für den Kampfbund für deutsche Kultur (KfdK), den die Mitglieder des Blocks aktiv unterstützten.
1928 wurde der KfdK gegründet, den Alfred Rosenberg dann leitete. Schultze-Naumburg trat dem Kampfbund 1929 bei und engagierte sich dort vor allem als Referent. Seine Vorträge fasste er unter dem Titel Kampf um die Kunst 1932 für die Reihe Nationalsozialistische Bibliothek als Buch zusammen. Im Jahre 1931 übernahm er den Vorsitz im Kampfbund deutscher Architekten und Ingenieure innerhalb des Bundes. Der KfdK war 1933 Mitinitiator und Mitwirkender an den Bücherverbrennungen 1933 in Deutschland.
Schultze-Naumburg wurde Mitglied der Akademie des Bauwesens und 1930 der Preußischen Akademie der Künste, Ehrendoktor der Universität Tübingen und der TH Stuttgart.

## NSDAP-Mitglied und Reichstagsabgeordneter
1930 trat Schultze-Naumburg der NSDAP bei und wurde auf Initiative von Wilhelm Frick Direktor der Hochschulen für Baukunst, bildende Künste und Handwerk in Weimar, um vor allem gegen das Bauhaus zu wirken. Auf Schultze-Naumburgs Anordnung hin wurden im Weimarer Schlossmuseum die Bilder u. a. von Ernst Barlach, Charles Crodel, Otto Dix, Erich Heckel, Oskar Kokoschka, Franz Marc, Emil Nolde und Karl Schmidt-Rottluff entfernt. Im Werkstattgebäude des ehemaligen Staatlichen Bauhauses Weimar (dem sogenannten Van-de-Velde-Bau, der seit 1996 zum UNESCO-Weltkulturerbe zählt) ließ Schultze-Naumburg im Oktober 1930 die gesamte malerisch-plastische Ausgestaltung, die vom Bauhausmeister Oskar Schlemmer für die Bauhausausstellung von 1923 geschaffen worden war, abschlagen und übertünchen, ohne den Künstler zuvor darüber in Kenntnis gesetzt zu haben (bisher konnten im Jahr 1979/80 lediglich der Figurenfries der Wendeltreppe und die beiden roten Plastiken der Eingangstreppe rekonstruiert werden).
1932 zog Schultze-Naumburg für die NSDAP in den Reichstag ein (siehe Reichstag 1932–33 bzw. Reichstag 1933); er war bis 1945 Reichstagsabgeordneter.
Ein Beispiel aus seiner Publikationstätigkeit dieser Zeit:
„Im Jahre 1902 trat dann die unter dem Belgier van de Velde stehende Kunstgewerbeschule hinzu. Die gesuchten, gänzlich undeutschen Formen, die diese Schule pflegte, liegen heute weltenfern hinter uns und muten uns, wie alles, was modisch ist, als unendlich altmodisch an. Mit dem Krieg verschwand diese Erscheinung, aber mit der Revolution tauchte eine neue auf, das Bauhaus, das die Kathedrale des Sozialismus, sprich Marxismus, bauen wollte. Diese Kathedrale hatte nun soviel Beziehungen zur Synagoge, dass es kein Wunder ist, wenn die Hausbauten alle wie aus Kleinasien und Syrien bezogen aussahen. Nicht ganz freiwillig siedelte diese Hochburg zur Bekämpfung des Deutschtums in der Kunst nach Dessau über, wo sie jetzt aufgelöst wurde.“
Auf besonderen Wunsch Adolf Hitlers erhielt Schultze-Naumburg 1935 den Auftrag, das Opernhaus Nürnberg umzubauen. Aufgrund von Meinungsverschiedenheiten über seinen konservativ wirkenden Heimatstil, der nicht in das Bild einer monumentalen Herrschaftsarchitektur passte, erhielt Schultze-Naumburg danach keine größeren Aufträge mehr. 1940 wurde er im Alter von 71 Jahren aus dem Hochschuldienst verabschiedet, später nach einem Parteiausschlussverfahren aus der NSDAP verwarnt. 1944 erhielt er von Hitler den Adlerschild des Deutschen Reiches mit der Inschrift „Dem deutschen Baumeister“ und wurde von Hitler in die Liste der 12 wichtigsten bildenden Künstler der Gottbegnadeten-Liste aufgenommen.
Nach dem Ende des Zweiten Weltkriegs bis zu seinem Tod 1949 in Jena lebte er in der Sowjetischen Besatzungszone. Seine Pensionsansprüche wurden ihm aberkannt und ein Großteil seines Besitzes enteignet. Seine letzten Lebensjahre waren durch zunehmende Erblindung gekennzeichnet. Seine Urne wurde in dem 1909 von ihm entworfenen Mausoleum für den Dichter Ernst von Wildenbruch auf dem Historischen Friedhof Weimar beigesetzt.
In der SBZ wurden 1946 folgende Schriften Schultze-Naumburgs in die Liste der auszusondernden Literatur aufgenommen: Kampf um die Kunst (Eher, München 1932), Kunst aus Blut und Boden (Seemann, Leipzig 1934), Rassengebundene Kunst (Brehm-Verlag, Berlin 1934), Kunst und Rasse und Nordische Schönheit. Ihr Wunschbild im Leben und in der Kunst (Lehmann, München 1943).
1953 wurden in der DDR zusätzlich Die Kunst der Deutschen (Deutsche Verlagsanstalt, Stuttgart 1934) und Das Glück der Landschaft (Engelhard, Berlin 1942) in den dritten Nachtrag der Liste aufgenommen.
Paul Schultze-Naumburg heiratete am 5. Januar 1922 in Saaleck in zweiter Ehe Margarete Karolina Berta Dörr (1. Februar 1896 bis 13. Mai 1960). Die Ehe blieb kinderlos und wurde mit Urteil vom 7. Februar 1934 in Berlin geschieden. Margarete heiratete am 12. März 1934 den Reichsminister des Innern Wilhelm Frick.

## Wertung
Der frühe Schultze-Naumburg hat als Reformer einen Beitrag zur Lebensreform und zur Reformkleidung geleistet. Als Architekt übte er großen Einfluss auf den Heimatschutz, das Bauschaffen und die Denkmalpflege in Deutschland aus. Durch seine Mitgliedschaft in der NSDAP, sein Reichstagsmandat, Teile seines schriftstellerischen Werkes (Kampf um die Kunst) und mittels seiner Kontakte zur nationalsozialistischen Prominenz war Paul Schultze-Naumburg ein aktiver Wegbereiter des Dritten Reiches. Aufgrund seiner Aktivitäten im „Block“, seiner Mitgliedschaft und seiner Funktion als Vorsitzender im Kampfbund für deutsche Kultur war er einer der Mitinitiatoren und Mitverantwortlichen für die Schließung des Dessauer Bauhauses (1932) und für die Bücherverbrennungen von 1933. Mit seinem Buch Kunst und Rasse als Vorlagenlieferer der Ausstellung „Entartete Kunst“ von 1937, sowie den entsprechenden Kontakten (Alfred Ploetz, Hans F. K. Günther), seiner Propagierung eines direkten Zusammenhanges zwischen Kunst und Rasse und seinem Verhalten als Direktor der Weimarer Kunsthochschule war Paul Schultze-Naumburg führender Wegbereiter und Mitwirkender der nationalsozialistischen Kulturideologie. Das Anwesen in Saaleck soll zu einer Designakademie und einem „Ort der Freiheit“ gemacht werden.

## Auszeichnungen und Ehrungen
- Goethe-Medaille für Kunst und Wissenschaft im Jahre 1939[15]
- Goldenes Parteiabzeichen der NSDAP am 30. Januar 1943[16]
- Adlerschild des Deutschen Reiches im Jahre 1944
- Ehrenbürger von Weimar am 10. Juni 1944 (zurückgegeben 1946)[17]

## Veröffentlichungen
- Der Studiengang des modernen Malers. Opetz, Leipzig 1896.
- Die Technik der Malerei. Haberland, Leipzig 1898. (Digitalisat) Zweite Auflage mit Gustav Wustmann, Leipzig 1920.
- Häusliche Kunstpflege. Diederichs, Leipzig 1899. (Digitalisat)
- Das Studium und die Ziele der Malerei. Leipzig 1900 vermehrte Auflage von Der Studiengang des modernen Malers.
- Kunst und Kunstpflege. Leipzig 1901.
- Die Kultur des weiblichen Körpers als Grundlage der Frauenkleidung. Leipzig : Eugen Diederichs 1901. Digitalisat
- Die Kulturarbeiten. 9 Bände und 1 Ergänzungsband, München 1901–1917.
  - Band 1: Hausbau. 1901. Digitalisat U California, Digitalisat U Illinois, Digitalisat U Michigan, Digitalisat Princeton, Digitalisat Getty Research Institute
  - Band 2: Gärten. 1902. Digitalisat U California, Digitalisat U Illinois, Digitalisat U Michigan, Digitalisat Princeton, Digitalisat Getty Research Institute
    - Supplement Bd. 2 Digitalisat U California, Digitalisat Getty Research Institute

  - Band 3: Dörfer und Kolonien. 1904. Digitalisat Wisconsin, Digitalisat Getty Research Institute
  - Band 4: Städtebau. 1906. U Michigan,
  - Band 5: Das Kleinbürgerhaus. 1907. Digitalisat Getty Research Institute
  - Band 6: Das Schloß. 1910.
  - Band 7–9: Die Gestaltung der Landschaft durch den Menschen.
    - I.Teil (Band 7): I. Wege und Strassen. II. Die Pflanzenwelt und ihre Bedeutung im Landschaftsbilde. 1916. Digitalisat
    - II. Teil (Band 8): III Der geologische Aufbau der Landschaft und die Nutzbarmachung der Mineralien, IV. Wasserwirtschaft. 1916. Digitalisat
    - III. Teil (Band 9): V. Industrie, VI. Siedlungen. 1917. Digitalisat
- Die Entstellung unseres Landes. München 1908.
- Naumburg a. S. und Bad Kösen. 1921.
- Die Einrichtung des Wohnhauses. 1922, Vorabdruck des 2. Bandes Der Bau des Wohnhauses.
- Der Bau des Wohnhauses. 2 Bände, München 1917 und 1924.
- Vom Verstehen und Genießen der Landschaft. Rudolstadt 1924.
- Das Bürgerliche Haus. Frankfurt am Main 1926.
- Saaleck. Bilder von meinem Haus und Garten in der Thüringer Landschaft. Berlin 1927.
- Das ABC des Bauens. Stuttgart 1927.
- Flaches oder geneigtes Dach? Berlin 1927.
- Kunst und Rasse. München 1928, 4. Auflage 1942.
- Das Gesicht des deutschen Hauses. 1929.
- Kampf um die Kunst. Eher, München 1932 (Nationalsozialistische Bibliothek Heft 36).
- Die Kunst der Deutschen. Ihr Wesen und ihre Werke. Stuttgart, Berlin 1934. Digitalisat Schlesische TU Gliwice
- Nordische Schönheit. Ihr Wunschbild im Leben und in der Kunst. München 1937.
- Heroisches Italien. München 1938.
- Das Glück der Landschaft. Von ihrem Verstehen und Genießen. Berlin 1942.

Zwischen 1892 und 1944 veröffentlichte Paul Schultze-Naumburg noch etwa 220 Aufsätze, die in Zeitschriften, Broschüren, Vorträgen und anderen Büchern erschienen.

## Bauten und Entwürfe
In der Zeit von 1901 bis 1944 arbeitete Paul Schultze-Naumburg nachweislich an 85 Wohnhäusern, 34 gewerblichen Projekten, 40 Schlössern und Gutsanlagen, sowie an sechs Grabmalen und vier Parkanlagen. Dazu existieren noch mindestens 15 Objekte, bei denen die Urheberschaft noch ungeklärt ist, sowie eine Reihe von unrealisierten Entwürfen und Bebauungsplänen.

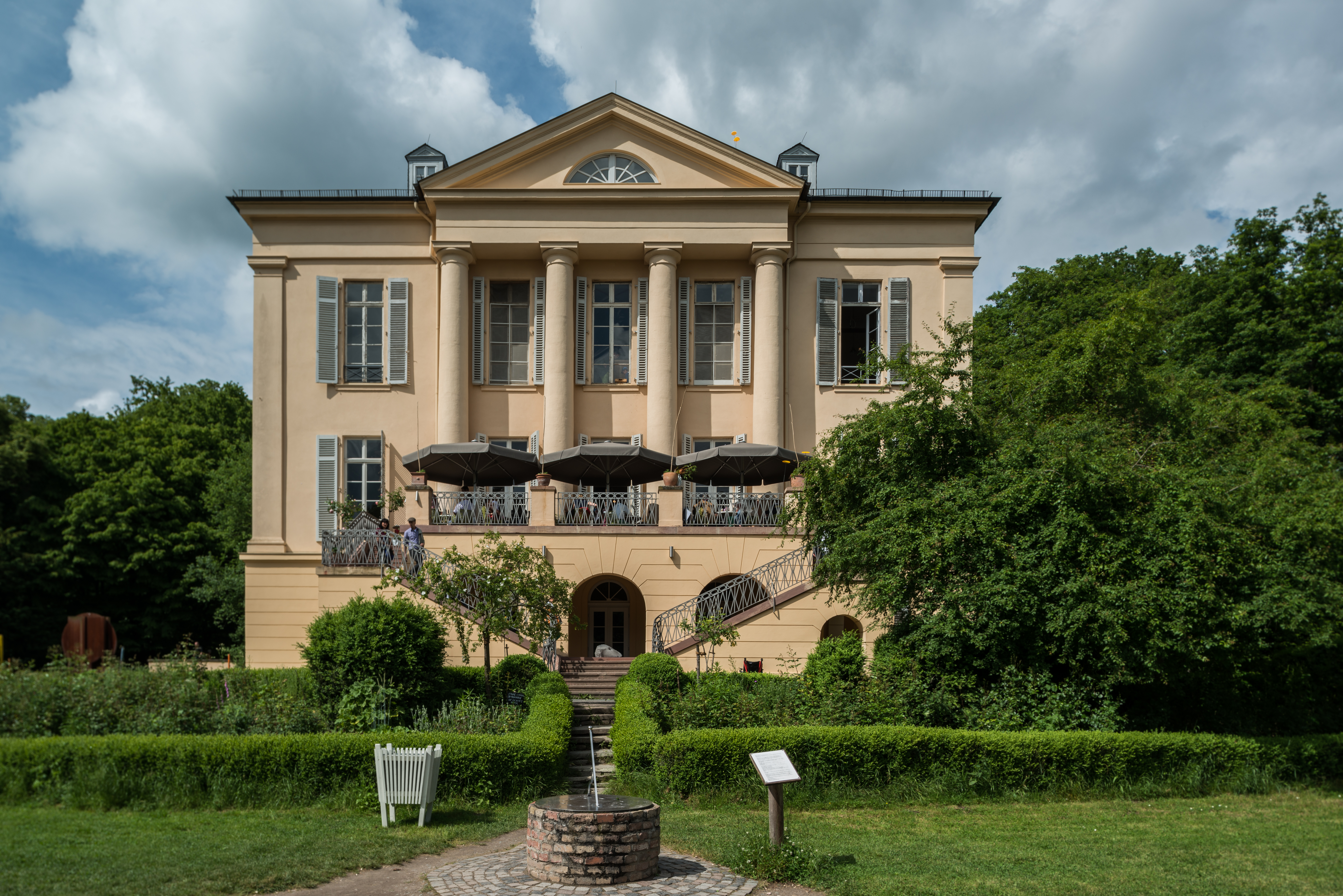
Schloss Freudenberg bei Wiesbaden

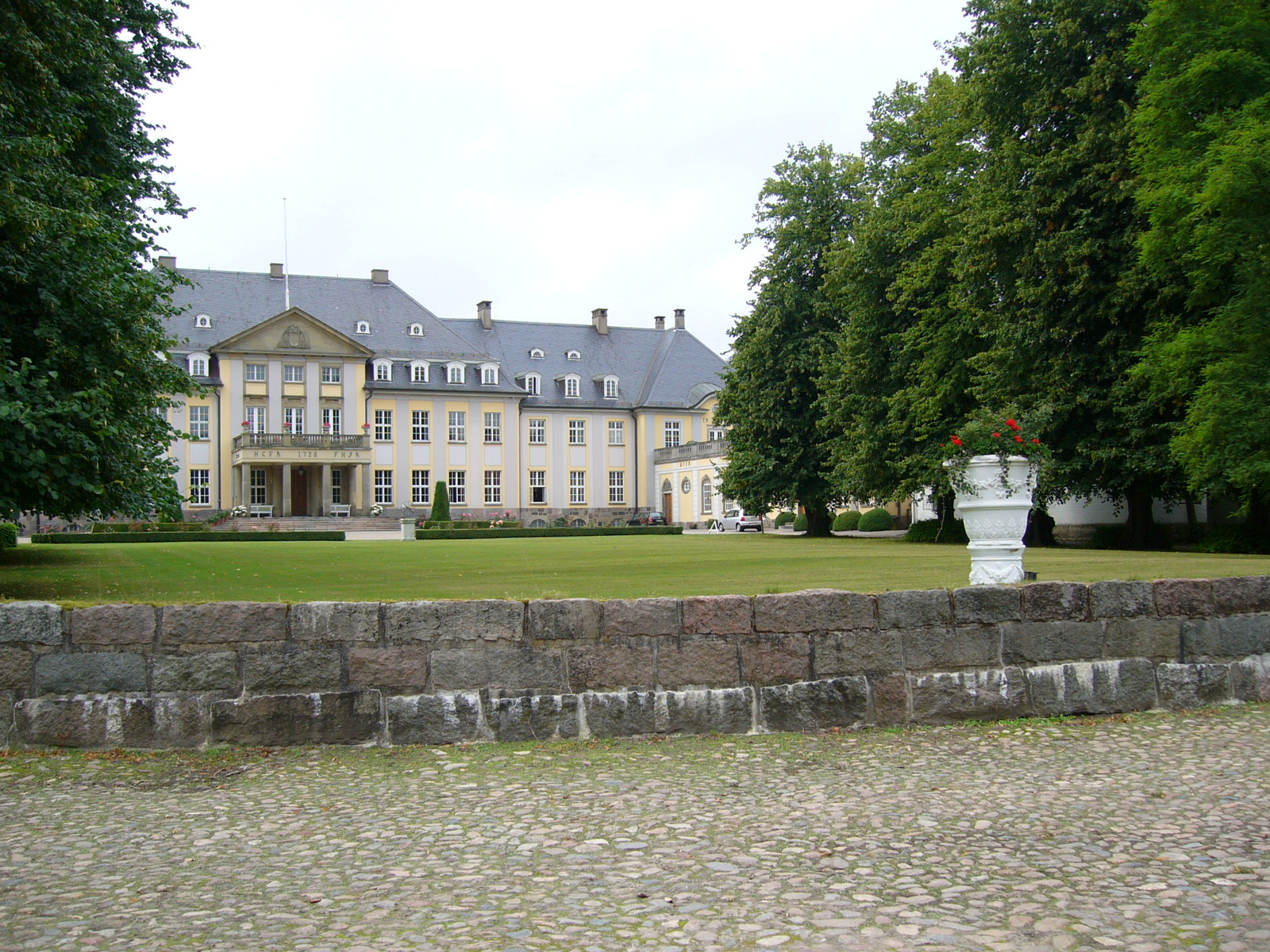
Herrenhaus auf Gut Altenhof

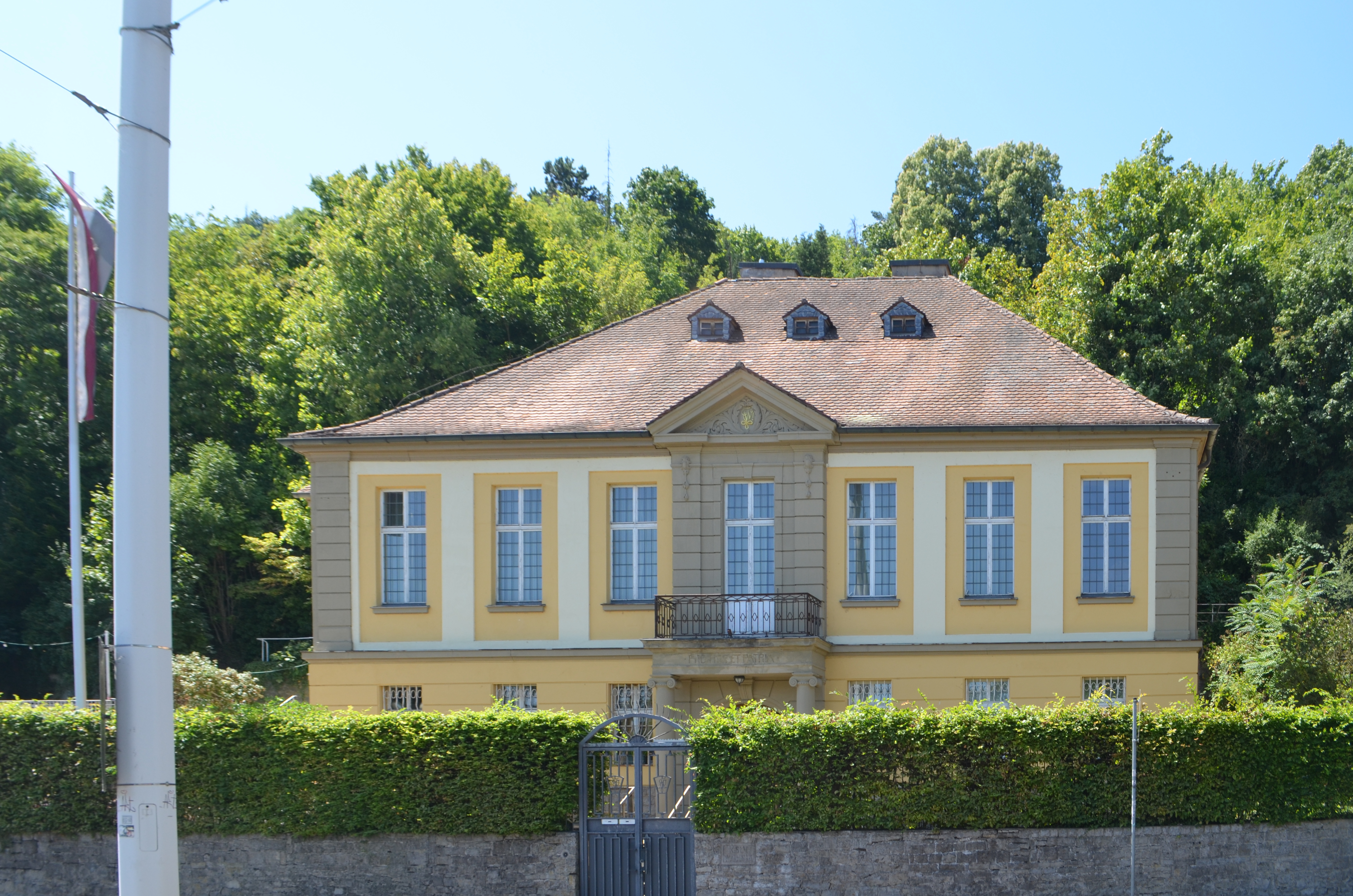
Korporationshaus der KStV Walhalla Würzburg

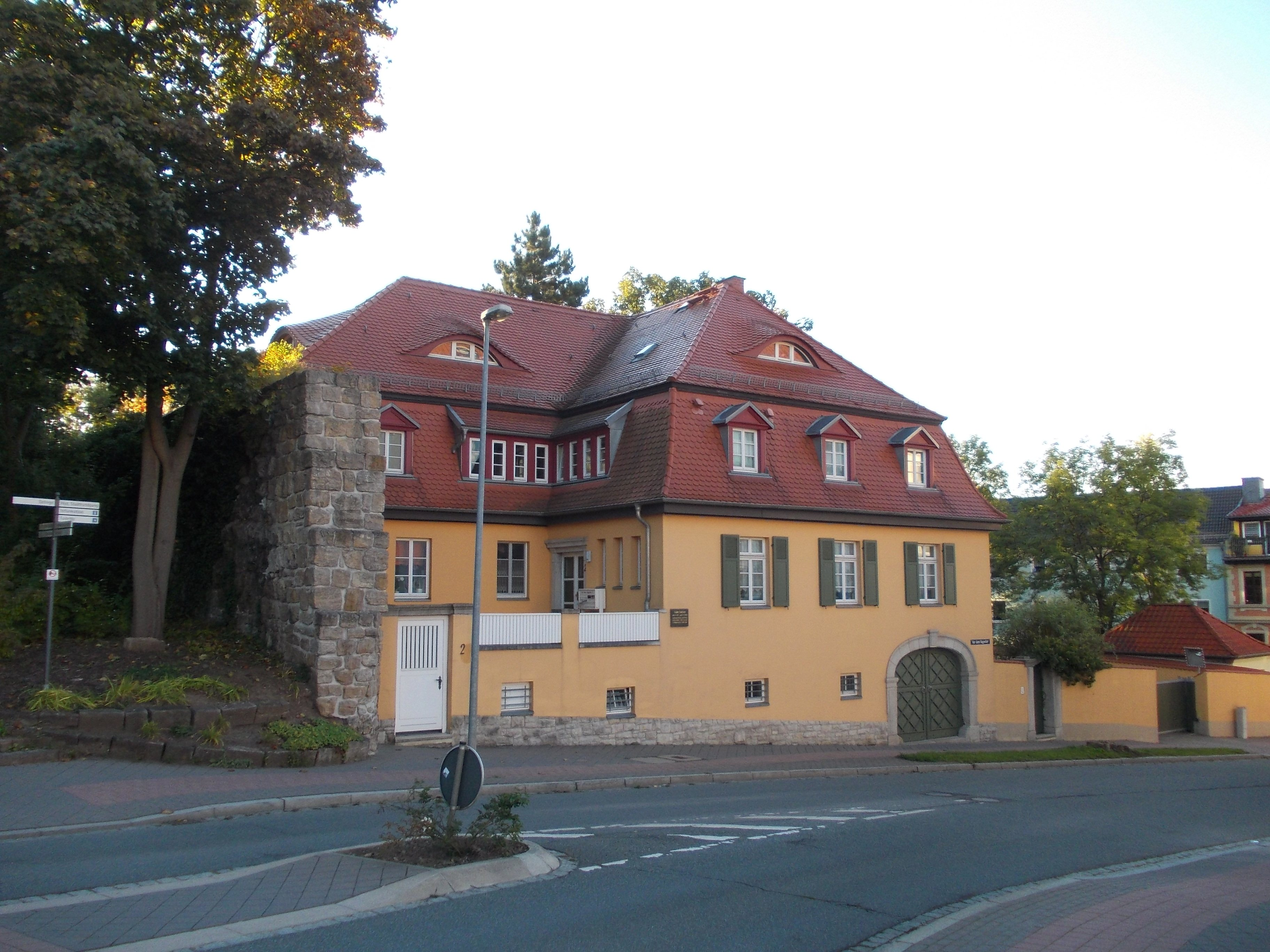
Villa in Nordhausen mit unmittelbar angrenzender Stadtmauer

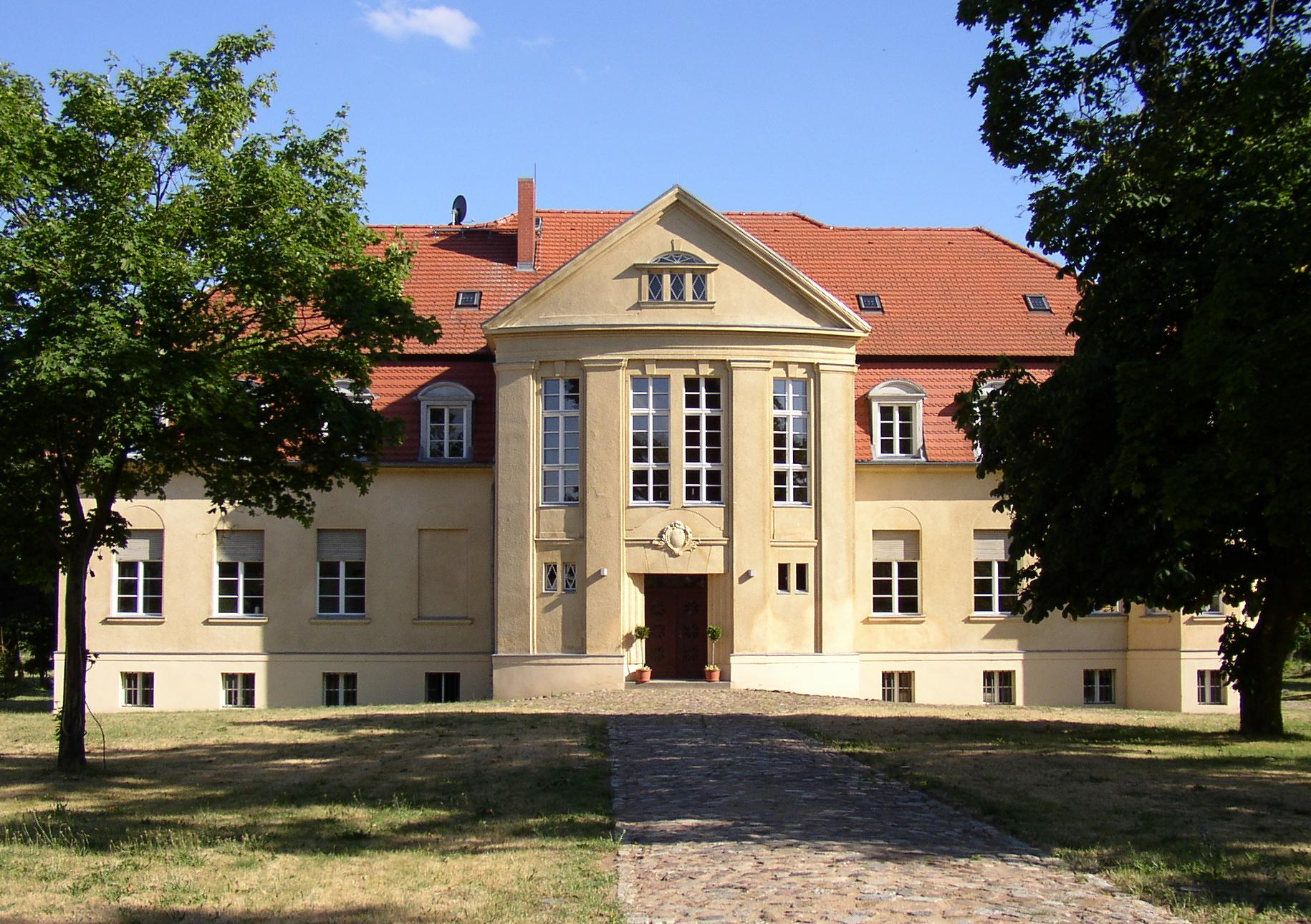
Schloss in Grabow

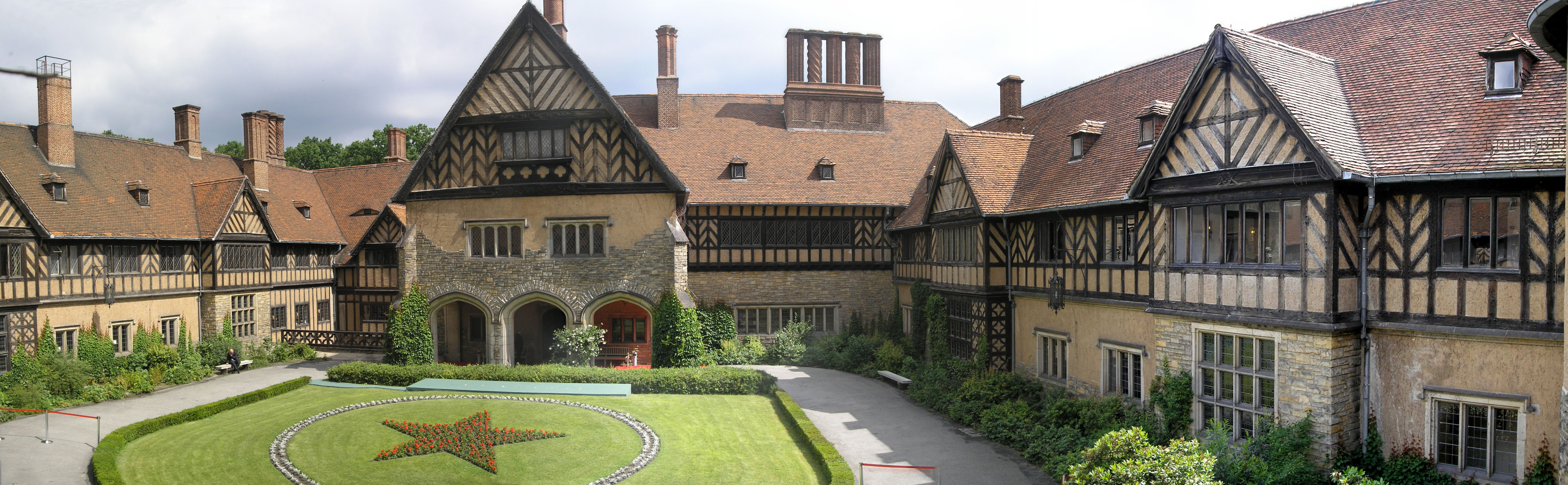
Schloss Cecilienhof

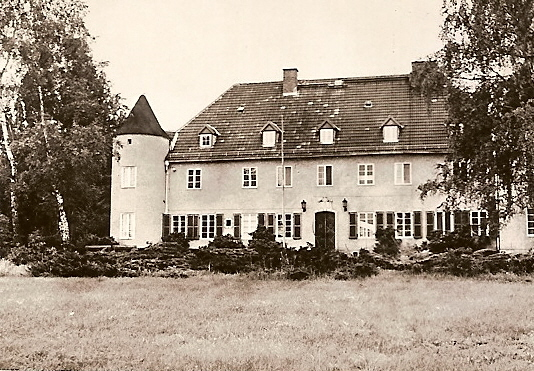
Schloss Dahmshöhe

- 1901–1933: Gebäude der Saalecker Werkstätten mit eigenen Wohnhaus unterhalb der Burg Saaleck
- 1904–1905: Landhaus für Fritz Koegel in Saaleck
- 1904: zwei Arztwohnhäuser mit Praxis für Grill und Hesse in Sebnitz[18]
- 1904: Villa für den Musikalien-Großhändler Albert Schuster in Markneukirchen, Pestalozzistraße 19[19][18][20]
- 1904–1905: Schloss Freudenberg für den Maler James Pitcairn-Knowles in Wiesbaden-Dotzheim
- 1904/1905: Um- und Ausbau des Schlosses Neudeck für Major Lettre in Herzberg (Elster)
- 1905: Wohnhaus für den Realschuldirektor Halverscheid in Gevelsberg, Milsper Str. 30 (1965 abgerissen)[18]
- 1905–1906: Wohnhaus mit Arztpraxis für Jutzler in Schopfheim[21]
- 1905–1907: Herrenhaus auf Gut Altenhof für Graf Th. von Reventlow
- 1906: Wohnhaus für den Regierungslandmesser Dischler in Swinemünde[18]
- 1906: Pfarrhaus in Hilsbach (Baden), Marktstr. 11[18]
- 1906: Wohnhaus Morgenroth in Wernigerode, Kanzleistr. 9[18]
- 1906–1907: Villa Ithaka für den Dichter Ernst von Wildenbruch in Weimar, Am Horn 25[18]
- 1906–1907: Kurheim für Edgar Apolanth in Bad Kissingen[18]
- 1906–1907: Walhalla-Haus der K.St.V. Walhalla Würzburg in Würzburg, Mergentheimer Straße 32[18]
- 1906–1908: Um- und Ausbau der Casa Bartholdy für Otto von Mendelssohn Bartholdy in Potsdam, Bertinistraße 1–5
- 1906–1908: Wohnhaus für den Landrat Graf d’Haussonville in Landsberg (Warthe)[18]
- 1906–1909: Herrenhaus / Schloss Peseckendorf für Rittergutsbesitzer Friedrich Schaeper[18]
- 1907: Schloss Hackhausen bei Solingen für August von Recklinghausen
- 1907: Herrenhaus / Schloss Katzdangen für Carl Baron Manteuffel-Szoege (1872–1948) bei Hasenpoth, Lettland
- 1907: Villa Gustav Kehrl, Brandenburg[22]
- vor 1908: Beamten-Wohnhäuser in Luxemburg[18]
- 1908: Wohnhaus für Neumann oder Lehmann in Guben[18]
- 1908–1909: Villa mit Arztpraxis in Nordhausen, Vor dem Hagentor 2[23]
- 1908–1909: „Neues Schloss“ in Bad Kissingen für Carl Freiherr von Lochner-Hüttenbach
- 1908–1909: Erbbegräbnis der Familien Berg und von Recklinghausen in Solingen
- 1909–1910: Wohnhaus für den Kaufmann Wilhelm Minner in Arnstadt
- 1909: Direktorenwohnhaus für das Elektrizitätswerk Siegerland in Siegen
- 1909: Wohnhaus für Rechtsanwalt Victor Niemeyer in Essen (vor 1930 abgebrochen)
- 1909–1913: Schloss Bahrendorf für Rittergutsbesitzer H. A. Schaeper
- 1909: Forsthaus für Tilo Freiherr von Wilmowsky in Gottfriedsroda
- 1910–1911: Gartenstadt am Rechenberge in Bad Kösen (nur teilweise ausgeführt)
- 1910–1911: Gartenhaus (Teehaus) auf Gut Rixförde bei Celle
- 1910–1912: Waldhof Hackhausen / Herrenhaus einschließlich Teile der Gartenanlage bei Solingen-Ohligs
- 1910: Wohnhaus für den Fabrikanten Gustav Weese in Thorn
- 1910: Wohnhaus für den Kaufmann Rudolf Woldemar Schuster in Hamburg-Blankenese
- 1910: Wohnhaus für Konsul Heinrich von Stein in Köln (im Zweiten Weltkrieg zerstört)
- 1910: Ausbau des Herrenhauses auf Rittergut Helmsdorf für Baron von Krosigk
- 1910: Umbau von Schloss Trebsen für Georg von Zimmermann
- 1910: Schloss Leitner in Jalkovec in Kroatien
- 1910: Landhaus Saaleck für den Fabrikanten Willy Müller in Saaleck
- 1911: Wohnhauskolonie der Blancke-Werke in Merseburg
- 1911: Wohnhaus für Max Heimann in Köln (im Zweiten Weltkrieg zerstört)
- 1912: jeweils ein Wohnhaus für Walther E.T. Villinger und Emil F. Zeller in Antwerpen, Belgien[24][25]
- 1912–1914: Herrenhaus / Schloss Marienthal bei Eckartsberga für Tilo Freiherr von Wilmowsky
- 1912–1914: Schloss für Forstmeister von Lindequist in Grabow bei Blumenthal
- 1912: Herrenhaus des Hofes Elverlingsen bei Werdohl für den Industriellen Schmidt
- 1912: Kreishaus in Malmedy
- 1912–1914: Wohnhaus für Rittmeister August Andreae in Potsdam Landhaus Andreae, Seestraße 43, Potsdam[26]

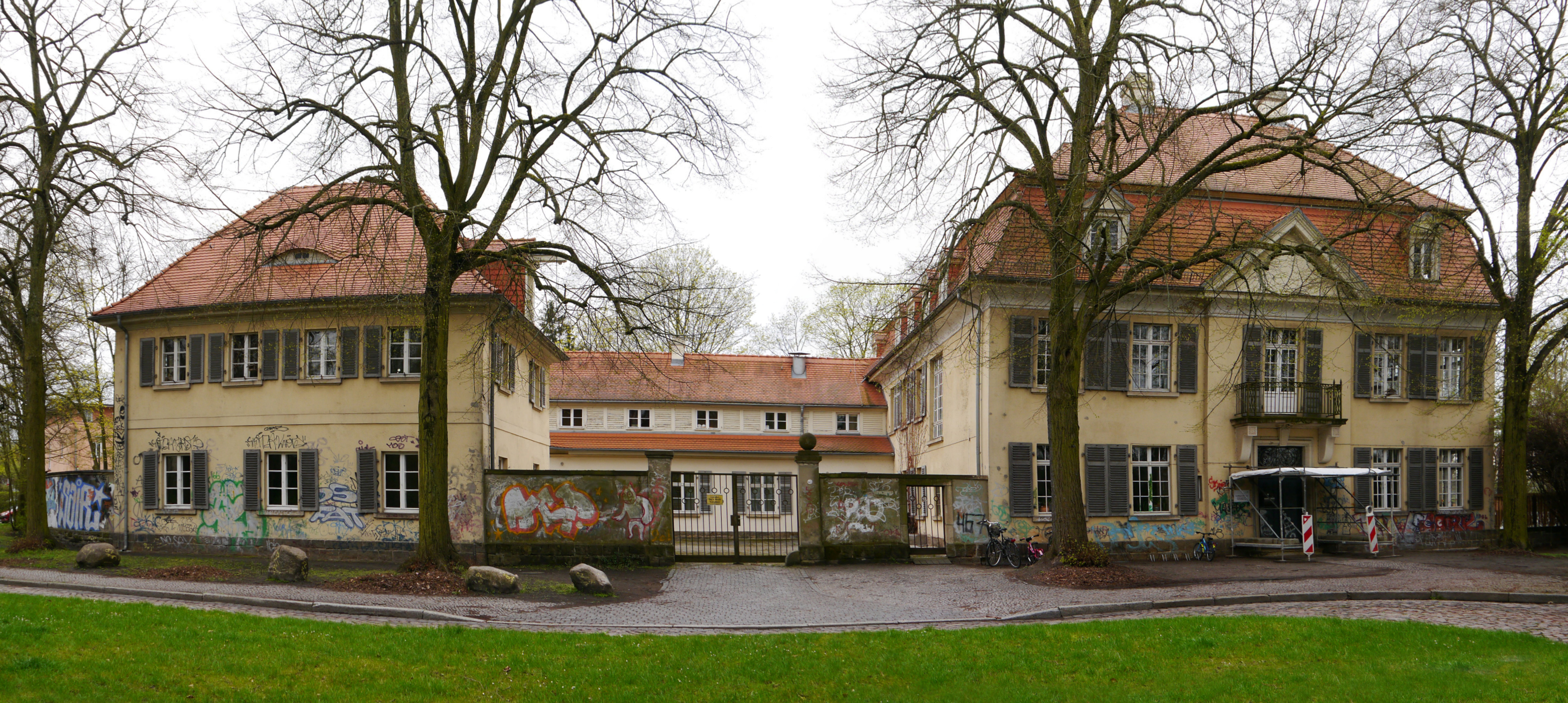
Landhaus Andreae, Seestraße 43, Potsdam

- 1913–1917: Schloss Cecilienhof in Potsdam für Kronprinz Wilhelm von Preußen
- 1913: Verwaltungsgebäude einer Kohlegrube in Großkayna bei Merseburg
- 1914: Wohnhaus für Heinrich Weiß in Siegen
- 1919: Wohnhaus für Prinz Ernst von Sachsen-Meiningen bei Haubinda / Hildburghausen
- zwischen 1915 und 1920: Gutshaus für Familie von Bernuth in Keßburg, Westpreußen
- 1921: Wohnhaus auf der Domäne Schlanstedt bei Oschersleben
- 1922–1923: Wohnhaus Walter Rhodius in Burgbrohl, Vitumhof 45[27]
- 1923: Um- und Anbau Gut und Schloss Seeburg für Major Erich Wendenburg (1880–1928)
- 1924–1925: Gut Hospelt bei Odesheim für den Fabrikanten Gustav Cramer
- 1926: Wohnhaus für Nonny Scharenberg in Güstrow
- 1926/1927: Wohnhaus für Carl Westphal in Raschwitz, heute Westphalsche Haus
- 1926: Umbau eines Wohnhauses für den Industriellen Hans Thyssen in Mülheim an der Ruhr (1978/1980 abgebrochen)
- 1927–1928: Reihenhaussiedlung für die Firma Gebr. Borchers in Goslar
- 1927: Kreishaus in Merseburg
- 1927–1936: Gutsanlage Hartmannsdorf für den Köstritzer Brauerei-Pächter Rudolf Zersch bei Crossen an der Elster
- 1927: Wohnhäuser der Vorortsiedlung Raschwitz (von einer umfangreichen Planung nur drei Häuser ausgeführt)
- 1928–1929: Wohnhaus für Dr. Hans Frister in Herten
- 1929–1933: Villa Charlottenhof für Marie und Friedrich Flick in Kettwig
- 1929–1930: Schloss Dahmshöhe („Waldschlösschen“) für Siegfried Bieber bei Fürstenberg/Havel
- 1934: Sparkasse in Parchim
- 1935: Umbau von Schloss Stavenow bei Perleberg für Paul Jakob Kees
- 1935: Gruft Albrecht des Bären im Schloss Ballenstedt
- 1936: Kreishaus in Parchim
- 1936–1939: Nietzsche-Gedächtnishalle in Weimar (Bau nach Ausbruch des Zweiten Weltkriegs eingestellt, nach 1945 als Funkhaus fertiggestellt)[28]
- 1940: Umbau von Schloss Friedeburg (Saale) im Mansfelder Land
- 1941: Umbau des Herrenhauses Adlig Laukischken, wohin die Kaiser-Wilhelm-Gesellschaft ihr Institut für Züchtungsforschung Klein Blumenau umsiedelte, Vorbesitzer war Ludwig Rogalla von Bieberstein[29]
- Anbau des Westflügels an das Gutshaus der Familie Nette in Beesenstedt (ungesicherte Zuschreibung)